# Bryum leptoneurum
Bryum leptoneurum är en bladmossart som beskrevs av Potier de la Varde 1955. Bryum leptoneurum ingår i släktet bryummossor, och familjen Bryaceae. Inga underarter finns listade i Catalogue of Life.